# Галло, Франко Альберто
Франко Альберто Га́лло (Franco Alberto Gallo) (род. 17 октября 1932, Верона) — итальянский музыковед-медиевист, общественный деятель.

## Краткий очерк жизни и творчества
Окончил Падуанский университет как юрист (1955) и — позднее — как философ (1960). Начал карьеру юриста, но интерес к старинной музыке и классическая подготовка привели его к изучению музыкальной жизни и музыкальной науки Средневековья. В 1964–2004 годах преподавал  (профессор с 1980) музыкальные дисциплины в Болонском университете. В качестве приглашённого профессора читал лекции в Гарвардском университете, Токийском университете, в Сорбонне. 
Галло — один из основателей Итальянского общества музыковедения (итал. Società Italiana di Musicologia), был его президентом в 1979—1982 годах. Активно сотрудничал (c 1970) с «Centro studi sull’ars nova musicale del Trecento» в Чертальдо — преподавал на летних курсах, участвовал в международных конференциях, организованных Центром, под эгидой Центра публиковал статьи.
Автор десятков научных работ по музыкальной медиевистике, среди которых статьи «Об Иоанне де Гарландии и Филиппе де Витри» (1969), «Маркетто Падуанский и франко-венецианская музыка раннего Треченто» (1974), «Язык и музыка в итальянском Треченто. К вопросу о раннем Реннесансе» (1984), «Знание о греческих теоретиках в эпоху итальянского Ренессанса» (1989). Написал ценные статьи «Мадригал» (Треченто), «Качча» и «Баллата» для авторитетного Словаря музыкальных терминов (HdMT). 
Галло — автор большой главы (фактически книги) «Die Notationslehre im 14. und 15. Jahrhundert» в 5-м томе новой «Истории музыкальной теории» (1984) и главы о средневековой полифонии в многотомном итальянском учебнике истории музыки (1991), книги «Музыка в замке» («Musica nel castello»: trovatori, libri, oratori nelle corti italiane dal XIII al XV secolo; 1992; английский перевод — 1995).
Подготовил издания старинных музыкальных рукописей (факсимиле и транскрипций) и музыкально-теоретических трудов преимущественно итальянского происхождения, в том числе (с Дж. Векки) I più antichi monumenti sacri italiani (1968), Il codice musicale 2216 della Biblioteca universitaria di Bologna (1970), Il codice Squarcialupi (1992); 12-й и 13-й тома (совместно с К. фон Фишером) серии Polyphonic Music of the Fourteenth Century (1976, 1987), трактаты Иоанна Боэна «Ars musicae» (в серии Corpus scriptorum de musica 19, 1972), Просдочимо (1966), Ф. Гафури (1969), анонимных и малоизвестных средневековых писателей. В поздние годы — куратор и один из редакторов «Исторического атласа средневековой музыки» («Atlante storico della musica nel Medieovo», 2011). Изредка занимался также Античностью, в частности, исследовал рукописную традиции и средневековую рецепцию «Проблем» Псевдо-Аристотеля.